# Harmelen
Harmelen ist ein Ortsteil der Gemeinde Woerden in der niederländischen Provinz Utrecht. Das Dorf wird durch den Leidse Rijn, der in den Oude Rijn übergeht, durchschnitten. Harmelen hat 8.060 Einwohner (Stand: 1. Januar 2024) und eine Fläche von 23,76 km².

## Geographie
Harmelen liegt etwa 15 km westlich von Utrecht und 6 km östlich von Woerden, das Siedlungsgebiet liegt nördlich der Autobahn A 12 und an der N 198.
Bis 2001 war Harmelen eine selbstständige Gemeinde, dann wurde es in die Gemeinde Woerden eingemeindet. In der Umgebung von Harmelen hat die Viehhaltung den bedeutendsten Anteil an der Landwirtschaft, hinzu kommen vor allem Obst- und Gartenbau. Es gibt nur wenige Industrieunternehmen im Bereich Technik, vorhanden sind das Transport- und Dienstleistungsgewerbe. Letztere sind auf lokaler und regionaler Ebene tätig.

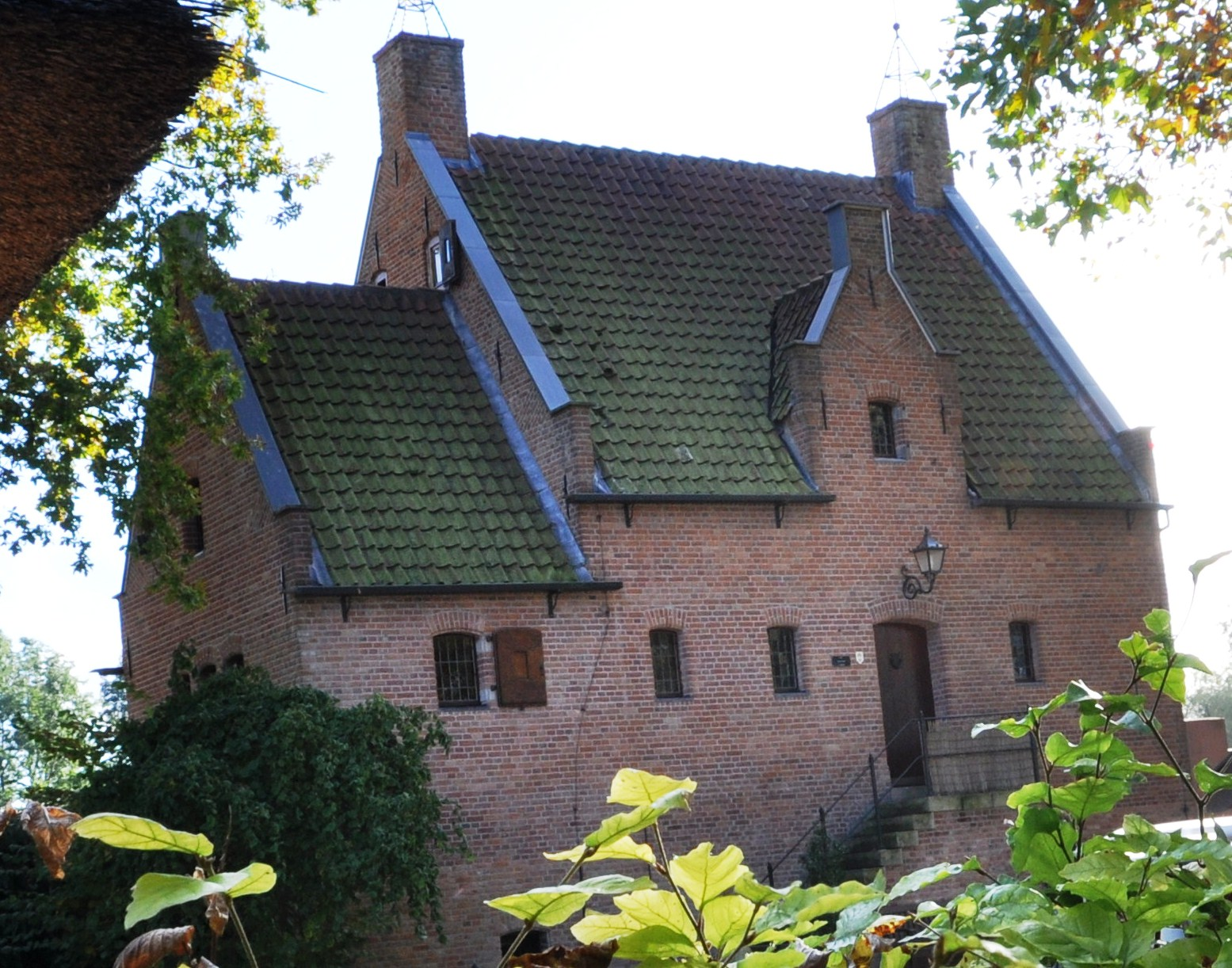
Huis Harmelen

## Geschichte
Huis Harmelen ist ein ehemaliges Kastell und eine Ridderhofstad aus dem Jahr 1295, die im 20. Jahrhundert zerstört und wieder aufgebaut wurde.
Ursprünglich entstand das Dorf um die mittelalterliche Kirche im Dorfkern, doch wurde es inzwischen durch Neubausiedlungen erweitert.
Einer der wohl dramatischsten Tage in der Geschichte Harmelens ist der 8. Januar 1962, an dem beim Eisenbahnunfall von Harmelen zwei Züge zusammenstießen und 93 Reisende getötet wurden. Der Unglücksort befindet sich allerdings auf dem Gebiet der damaligen Nachbargemeinde Kamerik.

## Sport
Der örtliche Fußballverein ist der SCH ’44. Außerdem gibt es einen Basketballverein sowie Tennisplätze, ein Schwimmbad, eine Reitschule und eine Pfadfinderabteilung.

## Söhne und Töchter
- Dico Koppers (* 1990), Fußballspieler
- Ellen van Dijk (* 1987), Radrennfahrerin
- Theo de Rooij (* 1957), Radrennfahrer
- Ad Moons (1917–2009), Marathonläufer
- James Cornelius van Miltenburg (1909–1966), Erzbischof von Karatschi

## Waterstaat
Harmelen fiel vom Mittelalter bis in das 20. Jahrhundert anteilig in zwei Waterschappen: die Polder Gerverscop, Breudijk, Oudeland und Haanwijk gehörten zur Groot-Waterschap van Woerden, während Harmelen  (Polder Bijleveld), Harmelerwaard und Reijerscop Teil der Waterschap Bijleveld waren. Die Haanwijkersluis im Oude Rijn bildete die Grenze zwischen beiden Wasserbaugebieten.